# 追い出し猫

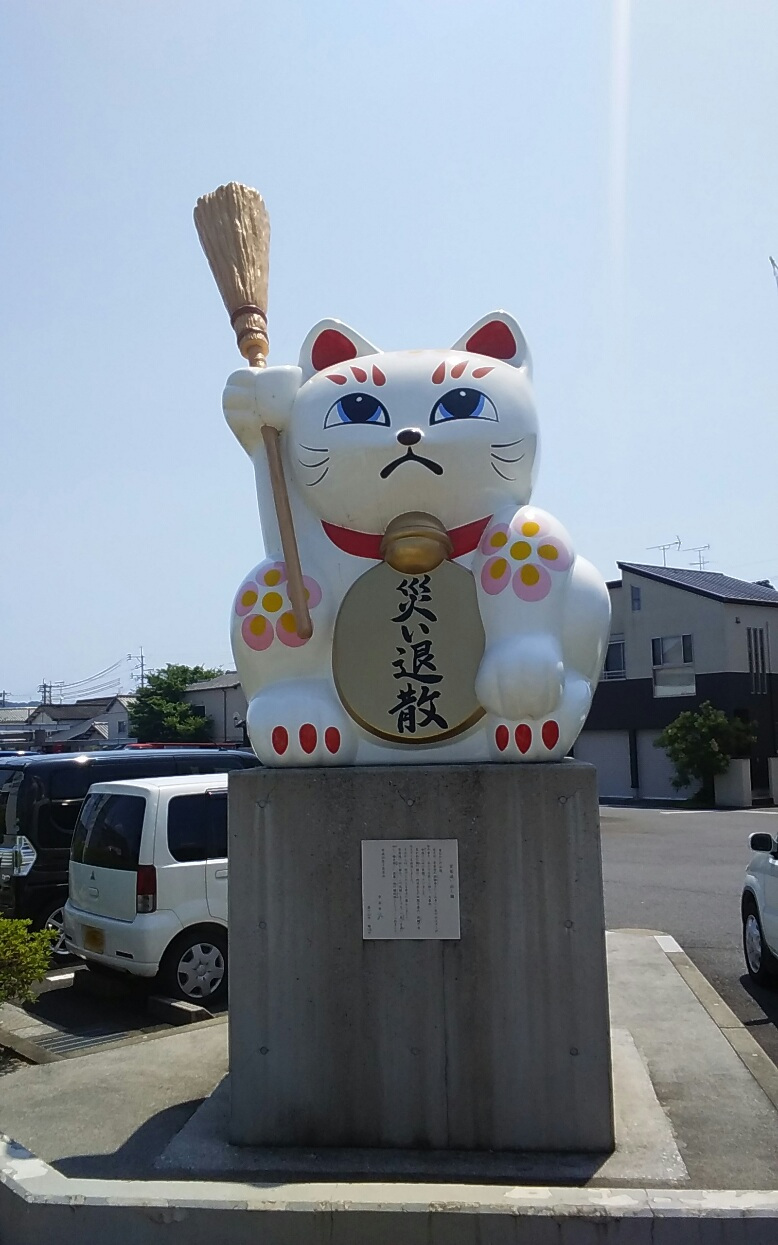
若宮コミュニティセンター前にある追い出し猫の像

追い出し猫（おいだしねこ）は、福岡県宮若市の特産品である。

## 概要
1995年（平成7年）旧若宮町に組織された、特産品の委員会が、旧若宮町に伝わる「追い出し猫伝説」（次項を参照）に基づき試作を繰り返してできたものである。縁起物で、普通の招き猫の裏にもう一つの猫がくっついたような、表裏一体の形になっている。一方の側の猫は普通の招き猫と同様、笑顔で手招きをしており、幸せを招くとされているが、もう一方の側の猫は片手にほうきを持ち怒った顔をしており、ほうきで災いを追い出すとされる。怒った顔の側を表に向け、笑顔の側を裏に向ける。
1998年（平成10年）に東京で開催された「第12回日本全国むらおこし展特産品コンテスト」では、全国商工会連合会会長賞を受賞した。
2012年には「追い出し猫」が宮若市のイメージキャラクターに認定された

## 由来
追い出し猫は、以下の話に基づき誕生した。「400年以上昔、宮若市（旧若宮町）に西福寺というお寺がありました。そこに住む和尚さんは、猫をたいそう可愛がっていた。あるとき、その寺に大ねずみが住み着き、大暴れして和尚さんはとても困っていました。これを見かねた和尚さんの飼い猫は、何百匹もの仲間の猫を集め、その大ねずみと長い時間戦い、とうとう退治しました。しかし、力尽きた飼い猫や仲間の猫もみんな死んでしまいました。哀れんだ和尚さんは、猫塚を作って、丁寧に供養しました。」
現在でも、その猫塚は残っており、猫塚公園として整備されている（猫塚公園については次の項参照）。なお、現在西福寺は宮若市に隣接する宗像市野坂にある。

## 現在の状況

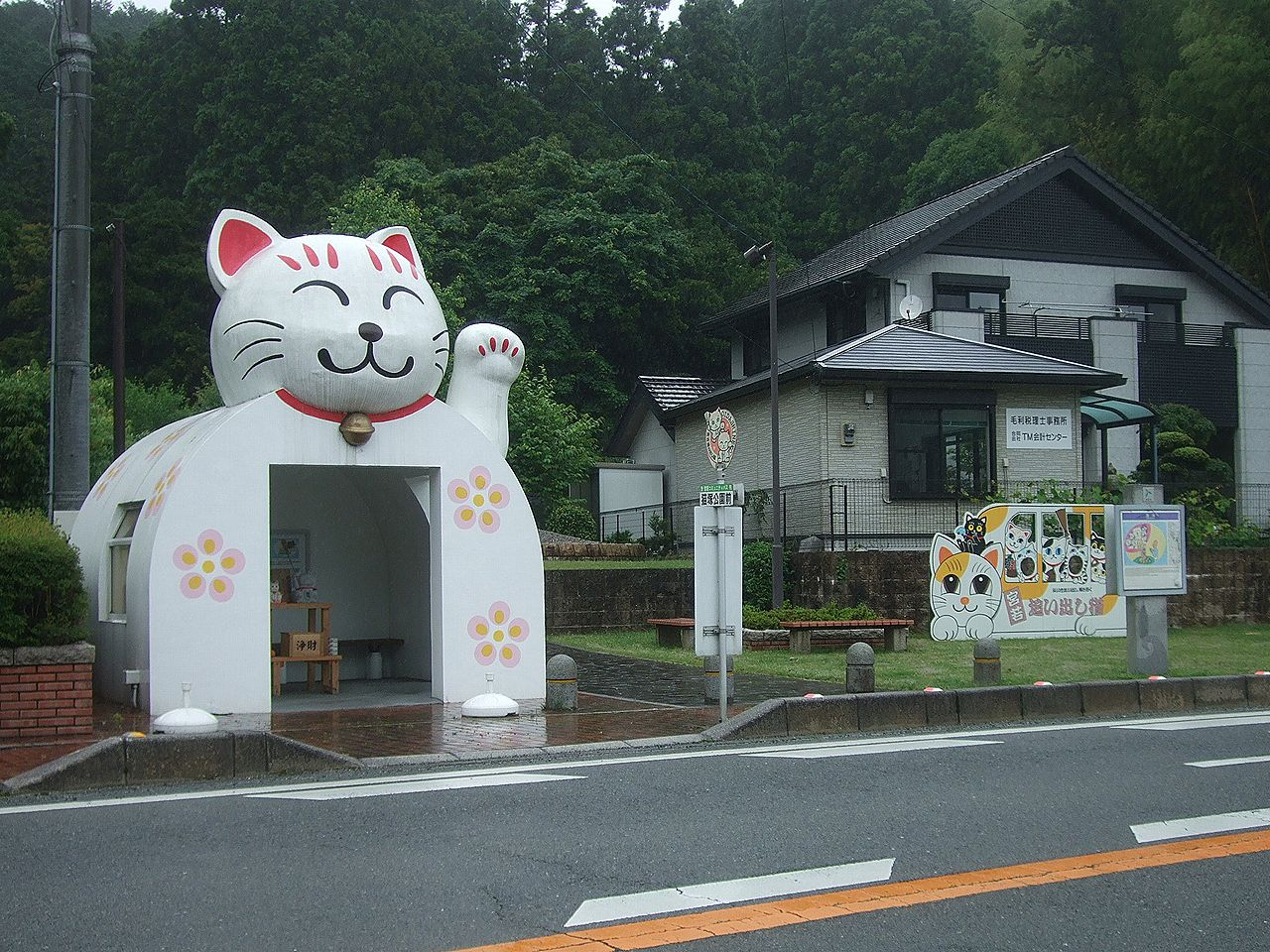
猫塚公園前バス停

現在、追い出し猫は同市の「宮若追い出し猫振興会」等が中心となって、生産・販売等の活動を続けている。この全国的に珍しい特産品に企業も注目し、サンリオが2008年10月、携帯ストラップ「ご当地キティ宮若追い出し猫バージョン」を発売し、わずか3ヶ月で4500本売れた。また、不況になったことでかえって厄除け・招福の縁起物として人気を博し、2008年度は関連グッズの売上高過去最高を記録した。このことが、2009年5月に西日本新聞の夕刊に掲載
、さらにそれがYahoo! JAPANのトピックスに掲載され、瞬く間に全国的に広がった。また、その日のYahoo!検索ワードランキングで第2位になった。
旧若宮町中心部にある若宮コミュニティセンター「ハートフル」（若宮総合支所）の敷地の一角には追い出し猫のモニュメントが設置されている。
そのほか、市内を走るJR九州バスは、直方線の主要バス停のデザインに、追い出し猫を採用している。また、2002年4月21日旧西福寺敷地にある猫塚周辺を「猫塚公園」として整備・開園し、猫塚の前には、大きな追い出し猫（招き猫側）の形をしたバス停（宮若市乗合バス、猫塚公園前バス停）がある。猫塚公園には親子連れや猫好きな人が数多く訪れているが、バス停のみを目的に訪れる人も少なくない。この公園は同市山口の県道30号線と県道92号線の分岐点にあり、すぐ前を九州自動車道が通過しているが、至って静かな場所である。また、地元有志により記念撮影ができるようにもなっている（ちなみに、猫塚に設置してあるさい銭箱は、キャットフードの空き缶である）。

## 種類・形態
表裏両方の腹の部分は、シールを貼るようになっており、表には追い出したいもの（病魔や不合格、悪運、不景気等）を、裏には招きたいもの（健康や合格、幸運、商売繁盛等）を貼ったり書いたりする。なので開店祝いや新築祝い、見舞い品にも人気である。また、受験シーズンには受験生にも人気である。現在、販売されているものには以下のようなものがある。
- 陶器製の置物（商品のメイン。サイズも小から特大、種類〔模様などが違い、それぞれ桜ちゃん等の名前が付けられている〕もさまざまである）
- マスコット（土鈴、手のひらサイズ）
- ハローキティ携帯ストラップ（合格祈願・厄除け・安全祈願・恋愛祈願の4種類）
- 追い出し猫せんべい
- その他、タオル類、Ｔシャツ、キーホルダー等